# Matchstick Men (soundtrack)
Matchstick Men is de originele soundtrack van de gelijknamige film uit 2003, geregisseerd door Ridley Scott. Het album werd gecomponeerd door Hans Zimmer en uitgebracht op 30 september 2003 door Varèse Sarabande.

## Achtergrond
Matchstick Men is Zimmers zesde samenwerking met regisseur Scott. De partituur van Zimmer werd uitgevoerd door het Hollywood Studio Symphony en het Santa Monica Synthphonia onder leiding van Bruce Fowler. Het album werd opgenomen in de Media Ventures en Sony Pictures Studios. De muziek werd ook gearrangeerd en geprogrammeerd door James Dooley en Geoff Zanelli. Het album bevat ook nummers uit de film van Herb Alpert, Mantovani en George Formby.

## Tracklijst
1. "The Good Life" – Bobby Darin (2:39)
2. "Flim Flam" (0:12)
3. "Ichi-Ni-San" (2:51)
4. "Matchstick Men" (2:09) *
5. "Weird Is Good" (6:42) *
6. "The Lonely Bull" – Herb Alpert & the Tijuana Brass (2:15)
7. "Ticks & Twitches" (2:48) *
8. "I Have a Daughter?" (1:06)
9. "Swedish Rhapsody" – Mantovani & His Orchestra (2:37)
10. "Keep the Change" (1:24)
11. "Nosy Parker" (2:44) *
12. "Leaning on a Lamp Post" – George Formby (3:00)
13. "Pool Lights" (0:54)
14. "Pygmies!" (2:07)
15. "Charmaine" – Mantovani & His Orchestra (3:05)
16. "Roy's Rules" (2:04) *
17. "Carpeteria" (2:26)
18. "Shame on You" (2:55)
19. "Tuna Fish and Cigarettes" (1:55)
20. "No More Pills" (4:39) *
21. "Tijuana Taxi" – Herb Alpert & the Tijuana Brass (2:05)
22. "The Banker's Waltz" (3:07)

* Bevat "La Dolce Vita" uit La Dolce Vita geschreven door Nino Rota.
Overige credits
"The Good Life" geschreven door Jack Reardon, Jean Broussolle en Sacha Distel
"The Lonely Bull" geschreven door Sol Lake
"Swedish Rhapsody" geschreven door Percy Faith
"Leaning on a Lamp Post" geschreven door Noel Gay
"Charmaine" geschreven door Erno Rapee en Lew Pollack
"Tijuana Taxi" geschreven door Ervan Coleman

## Solisten
- Frank Marocco – accordeon
- Heitor Pereira – gitaar en typemachine
- Satnam Ramgotra – beatbox en drums
- Hans Zimmer – piano, orgel en spaghettipotten

## Overige muziek uit de film
Muziek uit de film die niet op de officiële soundtrack staan zijn:
| Nummer                                        | Artiest(en)                     |
| --------------------------------------------- | ------------------------------- |
| "This Town"                                   | Frank Sinatra                   |
| "Summer Wind"                                 | Frank Sinatra                   |
| "See You Again"                               | Paige                           |
| "Cowboy"                                      | Kid Rock                        |
| "El Amor Eres Tu"                             | Orquesta Sinfónica de Madrid    |
| "La Paloma"                                   | Mantovani & His Orchestra       |
| "Che Soave Zeffiretto" uit Le nozze di Figaro | Hungarian State Opera Orchestra |
| "The Best Thing"                              | Paige                           |
| "Agenzia Matrimoniale" uit L'Amore in Citta   | Mario Nascimbene                |
| "Perfidia"                                    | Mantovani & His Orchestra       |
| "More Than This"                              | Roxy Music                      |
| "How Sweet It Is (To Be Loved By You)"        | Marvin Gaye                     |
| "3 Sheets to the Wind (What's My Name)"       | Kid Rock                        |
| "Almost There"                                | Andy Williams                   |
| "Danke Schoen"                                | Wayne Newton                    |
| "Nunca Me Va a Dejar"                         | Johnny Martinez                 |
| "Antigua Capitana"                            | Johnny Martinez                 |